# Dorado (canción)
«Dorado» es una canción interpretada por el cantante italiano Mahmood junto al rapero Sfera Ebbasta y el colombiano Feid. Fue lanzada el 10 de julio de 2020 por la discografía Island Records. 
La canción alcanzó el puesto número 10 en las listas de éxitos de la Federación de la Industria Musical Italiana.

## Video musical
El video musical se publicó en YouTube el 16 de julio de 2020. Fue dirigido por Attilio Cusani y filmado dentro del Museo Egipcio de Turín.

## Personal
Créditos adaptados de Tidal.
- DRD - productor, compositor
- Feid - intérprete asociado, autor, voz
- Mahmood - intérprete asociado, autor, voz
- Sfera Ebbasta - intérprete asociado, voz
- Christian Senra Bértolo - autor
- Davide Petrella - autor
- Gionata Boschetti - autor

## Posiciones en listas
| Lista (2020)  | Posición más alta |
| ------------- | ----------------- |
| Grecia (IFPI) | 22                |
| Italia (FIMI) | 10                |

## Certificaciones
| Región                                                           | Certificación | Unidades / ventas certificadas |
| ---------------------------------------------------------------- | ------------- | ------------------------------ |
| Italia (FIMI)                                                    | Platino       | 70.000                         |
| Ventas + cifras de transmisión basadas solo en la certificación. |               |                                |